# Phobocampe phalerodontae
Phobocampe phalerodontae är en stekelart som beskrevs av Kusigemati 1993. Phobocampe phalerodontae ingår i släktet Phobocampe och familjen brokparasitsteklar. Inga underarter finns listade i Catalogue of Life.